# Retrato de Giovanni Arnolfini

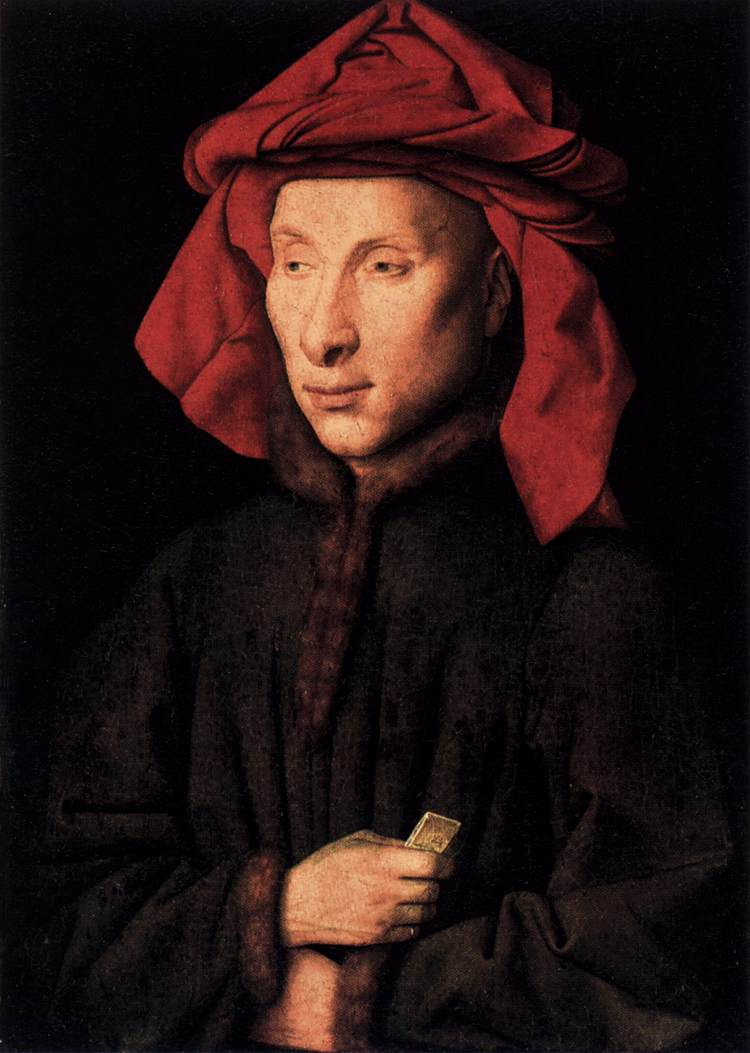
Retrato de Giovanni di Nicolao Arnolfini, 29 x 20cm. Gemäldegalerie de Berlín.

Retrato de Giovanni Arnolfini es una pequeña tabla c. 1438 pintada por Jan van Eyck retratando a la misma persona que figura en su famosa obra de 1434 Retrato de Giovanni Arnolfini y su esposa debido a las semejanzas de sus características faciales. Así, este trabajo de van Eyck es el segundo retrato de Giovanni Arnolfini, un rico mercader de Lucca, una ciudad de la Toscana, en la Italia central, que pasó la mayor parte de su vida en Flandes. Durante mucho tiempo se pensó que la pintura era un autorretrato; el colorido, traje y tono, es muy similar al retrato firmado y datado Hombre con un turbante rojo en Londres, el cual es generalmente aceptado como autorretrato. Solo más tarde el trabajo se asoció con el doble retrato de Arnolfini y su esposa. Actualmente se encuentra en la Gemäldegalerie de Berlín.
Arnolfini lleva un traje verde oscuro, con forro de piel marrón oscuro. Luce chaperon rojo con cornette atado a la cabeza, y el patte colgando detrás. El bourrelet está torcido. Como era habitual entonces, aparece con exacto realismo, sin el menor intento de suavizar u ocultar imperfecciones faciales. Tiene ojos pequeños y rasgados, nariz larga, pómulos marcados y una expresión inescrutable.

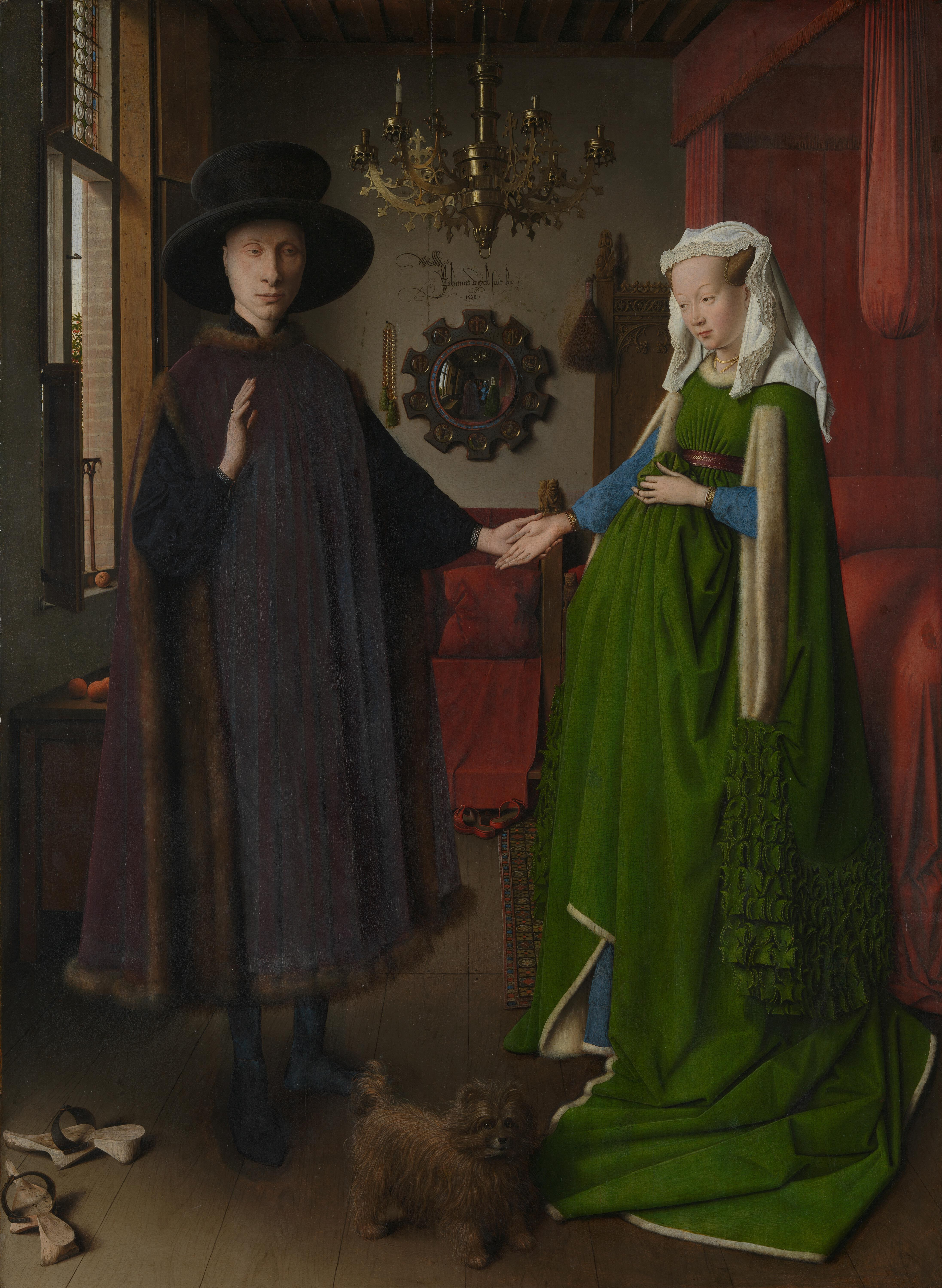
Jan van Eyck, Retrato de Giovanni Arnolfini y su esposa, 1432. Galería nacional, Londres

El significado e importancia del pergamino doblado que sujeta en su mano derecha es desconocido. Podría relacionarse con las finanzas y el comercio,  pudiendo ser un tipo  de nota de crédito internacional que entonces se estaba introduciendo en la banca europea.
Los brazos cruzados de Arnolfini se habrían apoyado en el marco original, ahora perdido. Como en otros retratos de bustos de van Eyck, el marco habría contenido inscripciones y la fecha de conclusión de la obra. La opinión en cuanto a la fecha de la pintura ha variado, con fechas probables que varían de 1434 a 1438. Hoy la fecha más tardía es generalmente más aceptada.
Que van Eyck pintara dos retratos de Arnolfini hace especular con que fuera amigo  del artista. Durante muchos años los dos trabajos no fueron asociados, y la identidad del retratado era desconocida. A menudo el retrato doble de Londres fue creído un retrato del artista y su esposa, Margarita. En 1857, Crowe y Cavalcaselle encontraron el retrato doble en los inventarios de principios del siglo XVI de las obras pertenecientes a Margarita de Austria, y establecieron así que los retratados eran Giovanni [di Arrigo] Arnolfini y su (posiblemente ya difunta) esposa, Giovanna Cenami.